# 報告基因

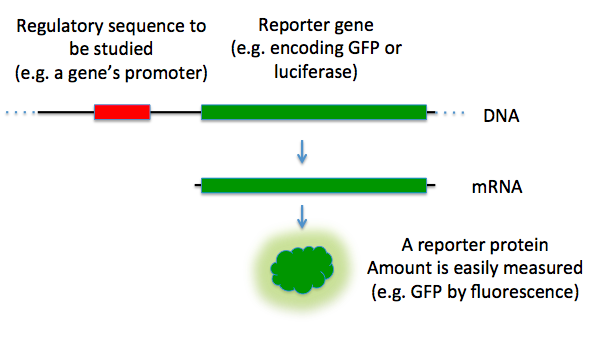
圖爲報告基因的一種經典應用。紅色區域爲待研究的啓動子、綠色區域爲報告基因綠色螢光蛋白（GFP），受到啓動子的調控。最開始細胞能表達GFP。隨後，在啓動子區域引入一些點突變，當引入某些突變後，細胞就不再表達GFP基因，可以說明突變的這些位點對啓動子的功能十分重要。

報告基因（英語：reporter gene，又稱報導基因）是一個分子生物學概念，它是指一類在細胞、組織/器官或個體處於特定情況下會表達並使得他們產生易於檢測、且實驗材料原本不會產生的性狀的基因。較常用的報告基因有綠色螢光蛋白基因（GFP）、β-半乳糖苷酶基因（LacZ等）等。
報告基因在分子細胞生物學領域有廣泛的應用。報告基因不僅可以用於啟動子（promoter）、增強子（enhancer）/沉默子（silencer）等順式作用元件的功能研究，亦可以與目的基因偶聯，使研究者易於觀察這些基因的表達情況。

## 原理及應用
報告基因在表達後往往能使實驗材料產生正常情況下不會產生的性狀（抗性、螢光等），而且這些性狀往往是通過一些簡單、廉價的方法就可以檢測到的（檢測螢光強度或組織化學術等）。
如果需要研究某一啓動子、增強子/沉默子，或是其他順式作用元件的功能，可以在這些元件的調控區域引入報告基因，通過檢測報告基因表達情況的變化確認這些元件的功能。比如，可以先在受某一啓動子調控的區域導入一個報告基因。然後，再於啓動子中引入一系列突變。如果引入某一突變後，細胞不再表達該報告基因，那麼說明相應的突變位點對啓動子功能十分重要。另外，亦可以通過在確定的啓動子調控位點處引入報告基因，通過檢測報告基因是否表達確認該實驗材料中此啓動子是否仍然有功能。
某些基因在表達後難以檢測，在這種情況下，可以使其與綠色螢光蛋白等報告基因偶聯。如此即可通過檢測螢光強度等手段簡單快速地確定這些基因的表達情況。

## 常用的報告基因
螢光蛋白基因在各報告基因中是最容易檢測的一種，只需要在激發光下觀察實驗材料是否會發出對應顏色的螢光即可。LacZ等β-半乳糖苷酶基因也常用作報告基因，研究者可用酶活檢測或組織化學術較容易地檢測到其表達活性。另外，螢光素酶基因lucB在表達時只需加入就可以讓實驗材料發出螢光，亦是一種常用的報告基因。
| 基因         | 基因產物                          | 檢測方法             |
| ------------ | --------------------------------- | -------------------- |
| lacZ         | β-半乳糖苷酶                      | 組織化學術           |
| 抗性基因     | 分解抗生素的酶等                  | 抗性篩選             |
| lucB         | 螢光素酶                          | 加入螢光素後檢測螢光 |
| yfp/rfp/gfp/ | 黃/紅/綠色荧光蛋白（YFP/RFP/GFP） | 荧光顯微鏡觀察       |

參考：